# Anacanthobatidae
Az Anacanthobatidae a porcos halak (Chondrichthyes) osztályába és a rájaalakúak (Rajiformes) rendjébe tartozó család.

## Tudnivalók
Az Anacanthobatidae porcoshal-család előfordulási területe - három faj kivételével, amelyek az Atlanti-óceán nyugati felén élnek -, a Csendes-óceán keleti felén, valamint az Indiai-óceánban található meg. Ezek a porcos halak fajtól függően 33-75 centiméteresek.

## Rendszerezés
A családba az alábbi 3 nem tartozik:
- Anacanthobatis von Bonde & Swart, 1923 - 5-6 faj; típusnem
- Indobatis Weigmann, Stehmann & Thiel, 2014 - 1 faj
- Sinobatis Hulley, 1973 - 8 faj